# Centavo
De centavo (tekennotatie: "¢") is een onderverdeling van verschillende munteenheden in Spaanse en Portugese ex-koloniën, veelal in Midden- en Zuid-Amerika.

## Spaanse ex-koloniën

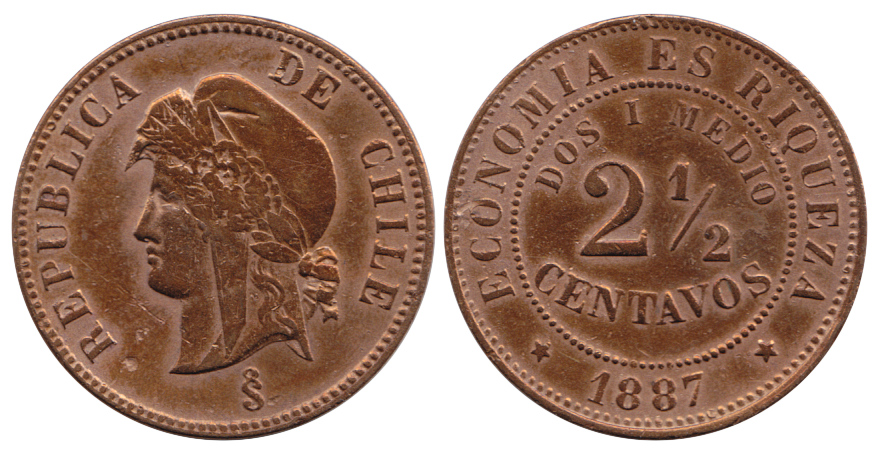
Munt 2,5 Chileense centavos van 1887

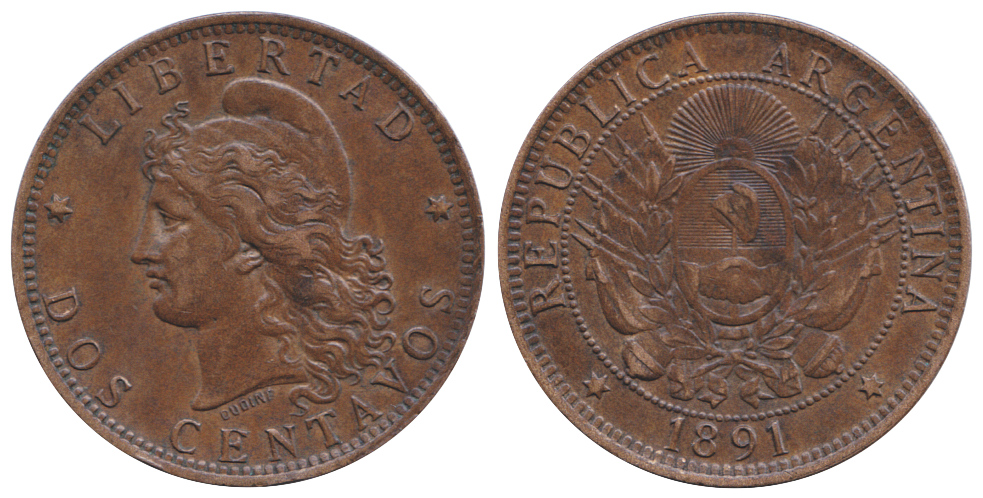
Munt 2 Argentijnse centavos van 1891

- Argentinië – 1 Argentijnse peso = 100 centavos
- Bolivia – 1 boliviano = 100 centavos
- Chili – 1 Chileense peso = 100 centavos
- Colombia – 1 Colombiaanse peso = 100 centavos
- Cuba – 1 Cubaanse peso = 100 centavos
- Dominicaanse Republiek - 1 Dominicaanse peso = 100 centavos
- Ecuador – 1 sucre = 100 centavos (tot 2002, vervangen door de Amerikaanse dollar)
- El Salvador – 1 Salvadoraanse colón = 100 centavos (tot 1993, vervangen door de Amerikaanse dollar)
- Filipijnen – 1 Filipijnse peso = 100 centavos
- Honduras – 1 lempira = 100 centavos
- Mexico – 1 Mexicaanse peso = 100 centavos
- Nicaragua – 1 córdoba = 100 centavos

## Portugal en ex-koloniën

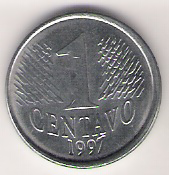
Muntje van 1 Braziliaanse centavo

- Portugal – 1 Portugese escudo = 100 centavos (tot 1 januari 2002, vervangen door de euro)
- Brazilië – 1 real = 100 centavos
- Kaapverdië – 1 Kaapverdische escudo = 100 centavos
- Mozambique – 1 Metical = 100 centavos
- Oost-Timor – 1 Amerikaanse dollar = 100 centavos (vanaf 2002)